# Autópsia

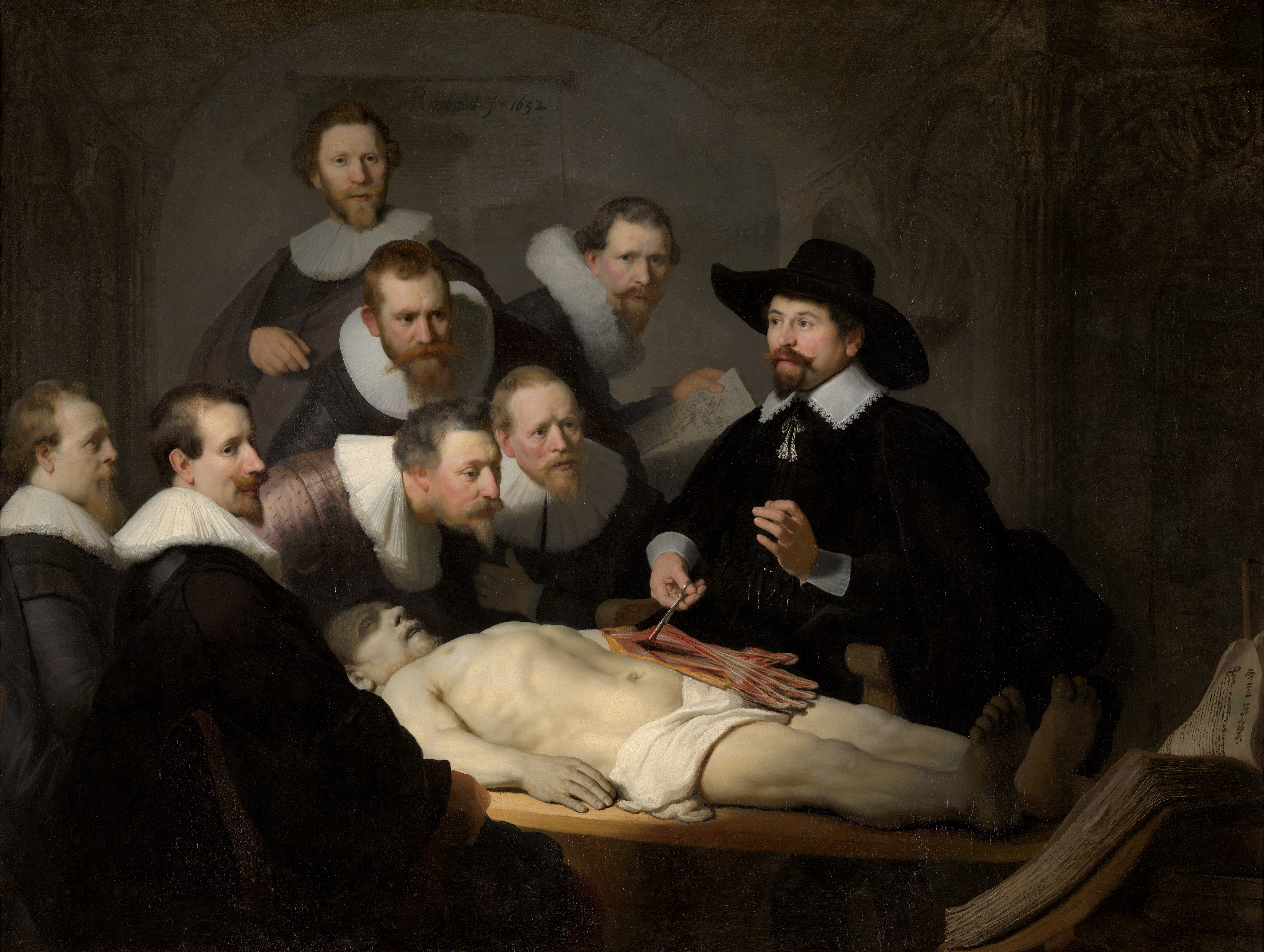
A Lição de Anatomia do Dr. Tulp, de Rembrandt, mostra uma autópsia

Uma autópsia, necrópsia ou exame cadavérico é um procedimento médico que consiste em examinar um cadáver para determinar a causa e modo de morte e avaliar qualquer doença ou ferimento que possa estar presente. É geralmente realizada por um médico especializado, chamado de legista em um local apropriado denominado necrotério.

## Terminologia
O termo autópsia deriva do grego clássico αυτοψία que significa "ver por si próprio", composto de αυτος (autós, "si mesmo") e ὄψις (ópsis, "visão").
Modernamente, criou-se a sinonímia necrópsia, composta de νεκρός (nekrós, "morto") e ὄψις (ópsis, "visão"), por julgarem que o nome autópsia poderia gerar confusão, por poder ser entendido, como "exame de si mesmo". Em diversas línguas, porém, diz-se normalmente "autopsia" (em espanhol e italiano), autopsie (em francês), autopsy (em inglês), entre outras.

## Finalidades
As autópsias são realizadas para fins legais ou médicos. As autópsias podem ser realizadas quando qualquer uma das seguintes informações for desejada:
- Determinar se a morte foi natural ou não natural;
- Examinação das lesões do cadáver;
- Estimativa do tempo decorrido de morte;
- Identificação do cadáver;
- Recolher órgãos saudáveis (somente as córneas).

Por exemplo, uma autópsia forense é realizada quando a causa da morte pode ser uma questão criminal, enquanto uma autópsia clínica ou acadêmica é realizada para encontrar a causa médica da morte e é usada em casos de morte desconhecida ou incerta, ou para fins de pesquisa. As autópsias podem ser necessárias em casos em que o exame externo é necessário e aqueles em que o corpo é dissecado e o exame interno é realizado. A permissão de parentes próximos é necessária para autópsia interna em alguns casos. Quando a autópsia interna é concluída, o corpo é reconstituído por costura.

## Tipos
Existem quatro tipos principais de autópsia:
- As autópsias forenses procuram encontrar a causa e a forma da morte e identificar o falecido. Geralmente são realizados, conforme prescrito pela legislação aplicável, em casos de mortes violentas, suspeitas ou súbitas, mortes sem assistência médica ou durante procedimentos cirúrgicos.[3]
- Autópsias clínicas ou patológicas são realizadas para diagnosticar uma doença específica ou para fins de pesquisa e visam determinar, esclarecer ou confirmar diagnósticos médicos que permaneciam desconhecidos ou obscuros antes da morte do paciente.[3]
- Autópsias anatômicas ou acadêmicas são realizadas por estudantes de anatomia apenas para fins de estudo.[3]
- As autópsias virtuais são realizadas utilizando apenas tecnologia de imagem, principalmente imagem por ressonância magnética (MRI) e tomografia computadorizada (TC).[4]

### Autópsia forense

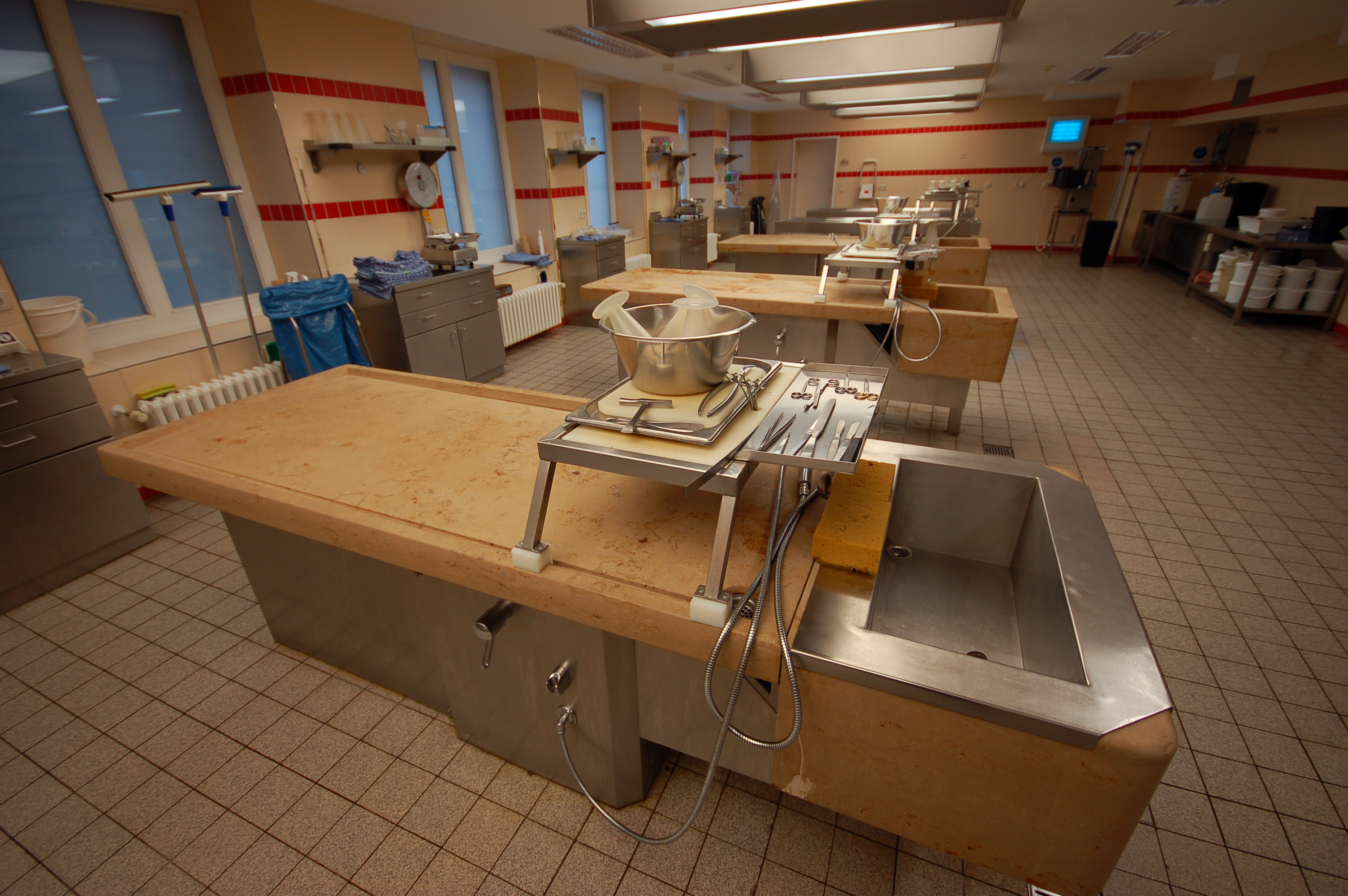
Sala de autópsia de Charité

Uma autópsia forense é usada para determinar a causa, e maneira da morte. A ciência forense envolve a aplicação das ciências para responder a questões de interesse para o sistema jurídico. Os médicos legistas tentam determinar a hora da morte, a causa exata da morte e o que, se houver alguma coisa, a precedeu.
Uma autópsia forense pode incluir a aquisição de amostras biológicas do falecido para testes toxicológicos, incluindo o conteúdo estomacal. Os testes toxicológicos podem revelar a presença de um ou mais "venenos" químicos (todos os produtos químicos, em quantidades suficientes, podem ser classificados como venenos) e sua quantidade. Como a deterioração post-mortem do corpo, junto com o acúmulo gravitacional dos fluidos corporais, irá necessariamente alterar o ambiente corporal, os testes de toxicologia podem superestimar, em vez de subestimar, a quantidade da substância química suspeita.
Após um exame aprofundado de todas as evidências, um médico legista determinará uma forma de morte a partir das escolhas proibidas pela jurisdição do investigador e detalhará as evidências sobre o mecanismo da morte.

### Autópsia clínica

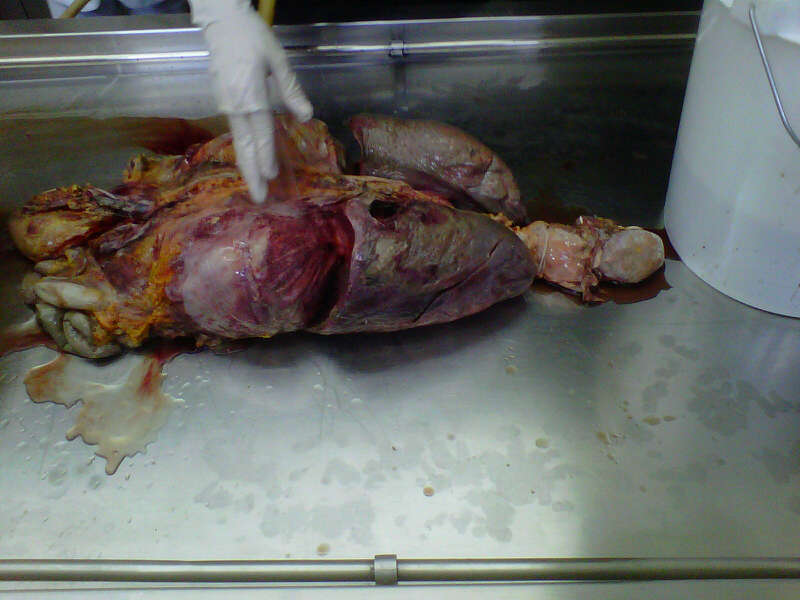
Patologista realizando dissecção humana dos órgãos abdominais e torácicos em uma sala de autópsia

As autópsias clínicas têm dois objetivos principais, são realizadas para obter mais informações sobre os processos patológicos e determinar quais fatores contribuíram para a morte de um paciente. Por exemplo, o material para teste de doenças infecciosas podem ser coletadas durante uma autópsia. As autópsias também são realizadas para garantir o padrão de atendimento em hospitais. As autópsias podem fornecer informações sobre como as mortes de pacientes podem ser evitadas no futuro. No Reino Unido, as autópsias clínicas só podem ser realizadas apenas com o consentimento da família da pessoa falecida.
Com o tempo, as autópsias não só foram capazes de determinar a causa da morte, mas também levaram à descoberta de várias doenças, como a síndrome do alcoolismo fetal, doença do legionário e até hepatite viral.

## Predominância
Em 2004, na Inglaterra e no País de Gales, houve 514 000 mortes, das quais 225 500 foram encaminhadas ao legista. Destes, 115 800 (22,5% de todas as mortes) resultaram em exames post-mortem e houve 28 300 inquéritos, 570 com um júri.
A taxa de autópsias consentidas (em hospitais) no Reino Unido e em todo o mundo diminuiu rapidamente nos últimos 50 anos. No Reino Unido, em 2013, apenas 0,7% das mortes de adultos hospitalizados foram seguidas por autópsia consentida.
Nos Estados Unidos, as taxas de autópsia caíram de 17% em 1980 para 14% em 1985 e 11,5% em 1989, embora os números variem notavelmente de condado para condado.

## Procedimento

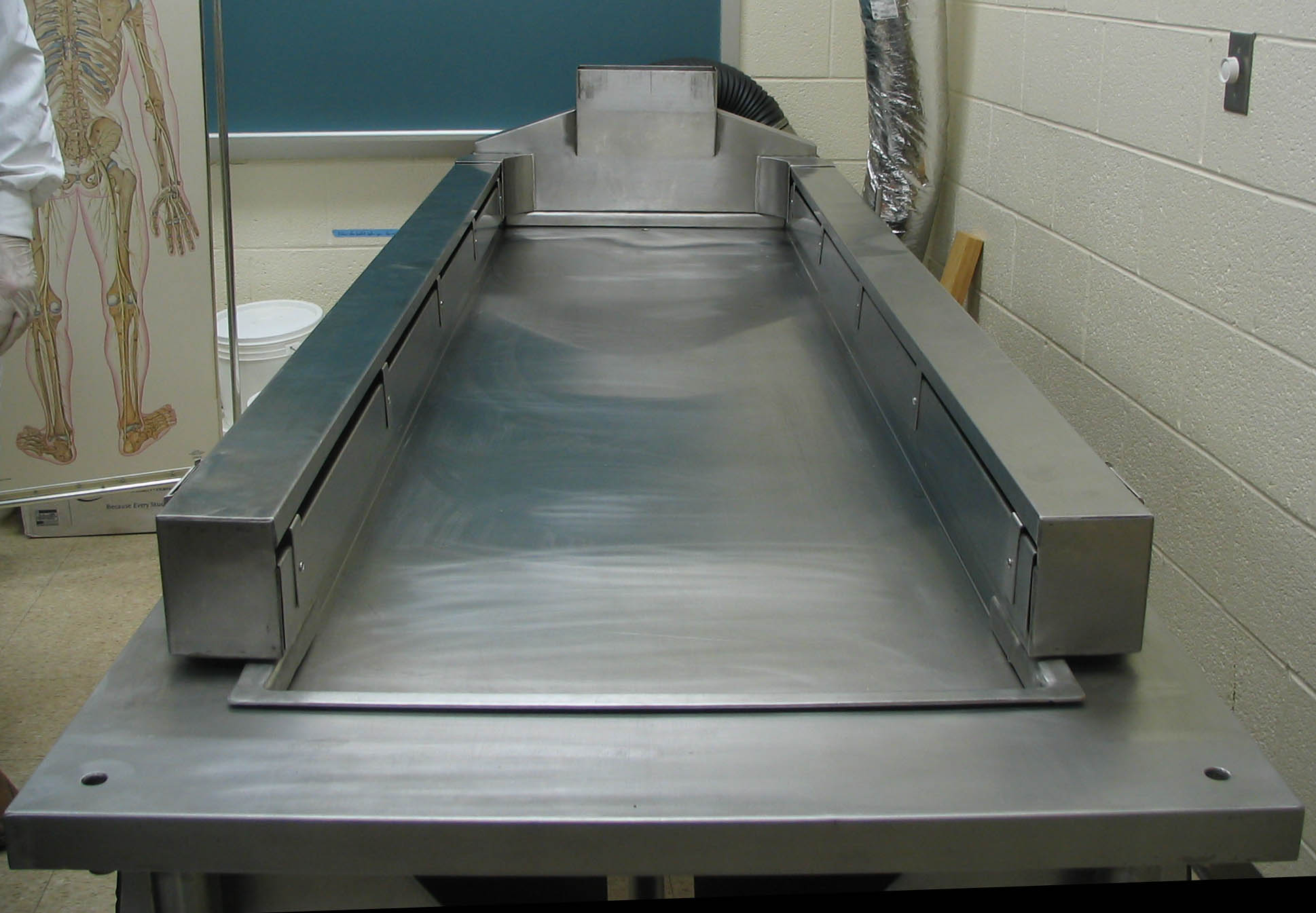
Mesa de dissecação de cadáveres semelhante às usadas em autópsias médicas ou forenses

O corpo é recebido em um consultório médico-legista, necrotério municipal ou hospital em uma bolsa ou folha de evidência. Um novo saco para cadáveres é usado para cada corpo para garantir que apenas as evidências daquele corpo fiquem dentro do saco. As fichas de evidências são uma forma alternativa de transporte do corpo. Uma folha de evidências é uma folha estéril que cobre o corpo quando ele é movido. Se acreditar que pode haver qualquer evidência significativa nas mãos, por exemplo, resíduo de arma de fogo ou pele sob as unhas, um saco de papel separado é colocado em cada mão e fechado com fita adesiva em volta do pulso.
Existem duas partes para o exame físico do corpo: o exame externo e o interno. Toxicologia, testes bioquímicos ou testes genéticos/autópsia molecular frequentemente complementam esses, e muita das vezes ajudam o patologista a determinar a causa da morte.

### Exame externo
No Brasil a pessoa responsável pelo manuseio, limpeza e movimentação do corpo é chamado de necropsista. No Reino Unido, essa função é desempenhada por um Técnico de Patologia Anatômica, que também ajudará o médico patologista/legal na evisceração do corpo e na reconstrução após a autópsia. Depois que o corpo é recebido, ele é primeiro fotografado. O examinador então observa o tipo de roupa e sua posição no corpo antes de serem removidas. Em seguida, qualquer evidência, como resíduo, flocos de tinta ou outro material, é coletada das superfícies externas do corpo. A luz ultravioleta também pode ser usada para pesquisar as superfícies do corpo em busca de qualquer evidência que não seja facilmente visível a olho nu. Amostras do cabelo, unhas e semelhantes são retiradas e o corpo também pode ser submetido a imagens radiográficas. Uma vez que as evidências externas são coletadas, o corpo é removido da bolsa, despido e qualquer ferimento presente é examinado. O corpo é então limpo, pesado e medido em preparação para o exame interno.
Uma descrição geral do corpo no que diz respeito ao grupo étnico, sexo, idade, cor e comprimento do cabelo, cor dos olhos e outras características distintivas (marcas de nascença, tecido cicatricial antigo, pintas, tatuagens, entre outros). Um gravador de voz ou um formulário de exame padrão é normalmente usado para registrar essas informações.

### Exame interno
Em alguns casos, para se realizar o exame interno, um tijolo de plástico é colocado sob os ombros do falecido, hiperflexionando o pescoço, fazendo a coluna vertebral arquear para trás enquanto se estica e empurra o tórax para cima para facilitar a incisão. Isso dá ao necropsista ou, médico patologista/legista, exposição máxima ao tronco. Depois que isso for feito, o exame interno começa, o exame interno consiste em inspecionar os órgãos internos do corpo por dissecação em busca de evidências de trauma ou outras indicações da causa da morte. Para o exame interno, há uma série de abordagens diferentes disponíveis:
- Uma incisão grande e profunda em forma de Y pode ser feita começando no topo de cada ombro e descendo pela frente do tórax, encontrando-se na parte inferior do esterno.
- Uma incisão curva feita a partir das pontas de cada ombro, em uma linha semicircular ao longo do tórax, até aproximadamente o nível da segunda costela, curvando para trás até o ombro oposto.
- Uma única incisão vertical é feita a partir da fúrcula esternal na base do pescoço.

uma incisão em forma de U é feita na ponta dos dois ombros, descendo ao longo da lateral do tórax até a base da caixa torácica, seguindo ao longo dela.
Não há necessidade de fazer qualquer incisão que ficará visível após a conclusão do exame, quando o falecido estiver vestido com uma mortalha. Em todos os casos acima, a incisão se estende até o osso púbico (fazendo um desvio para ambos os lados do umbigo) e evitando, quando possível; seccionar quaisquer cicatrizes que possam estar presentes.
O sangramento das incisões é mínimo, ou inexistente, porque a força gravitacional concentra-se a única pressão arterial neste ponto, relacionada diretamente à completa falta de funcionalidade cardíaca. No entanto, em certos casos, há evidências anedóticas de que o sangramento pode ser bastante abundante, especialmente em casos de afogamento.
Neste ponto, a tesoura é usada para abrir a cavidade torácica. O prosector usa a ferramenta para cortar as costelas da cartilagem costal, para permitir a remoção do esterno; isso é feito para que o coração e os pulmões possam ser vistos in situ e para que o coração, em particular o saco pericárdico, não seja danificado ou perturbado durante a abertura. Uma faca cirúrgica PM 40 é usada para remover o esterno do tecido mole que o liga ao mediastino. Agora os pulmões e o coração estão expostos. O esterno é colocado de lado e será eventualmente recolocado no final da autópsia.
Nesta fase, os órgãos são expostos. Normalmente, os órgãos são removidos de forma sistemática. A decisão sobre a ordem de remoção dos órgãos dependerá muito do caso em questão. Os órgãos podem ser removidos de várias maneiras: A primeira é a técnica em massa de Letulle, na qual todos os órgãos são removidos como uma grande massa. O segundo é o método em bloco de Ghon. O mais popular no Reino Unido é uma versão modificada desse método, que é dividido em quatro grupos de órgãos. Embora essas sejam as duas técnicas de evisceração predominantes, no Reino Unido as variações dessas são comuns.

Um método é descrito aqui: o saco pericárdico é aberto para visualização do coração. O sangue para análise química pode ser removido da veia cava inferior ou das veias pulmonares. Antes de remover o coração, a artéria pulmonar é aberta para procurar um coágulo sanguíneo. O coração pode então ser removido cortando a veia cava inferior, as veias pulmonares, a aorta e a artéria pulmonar e a veia cava superior. Este método deixa o arco aórtico intacto, o que tornará as coisas mais fáceis para o embalsamador. O pulmão esquerdo é então facilmente acessível e pode ser removido cortando o brônquio, artéria e veia no hilo pulmonar. O pulmão direito pode então ser removido da mesma forma. Os órgãos abdominais podem ser removidos um a um, após primeiro exame de suas relações e vasos.

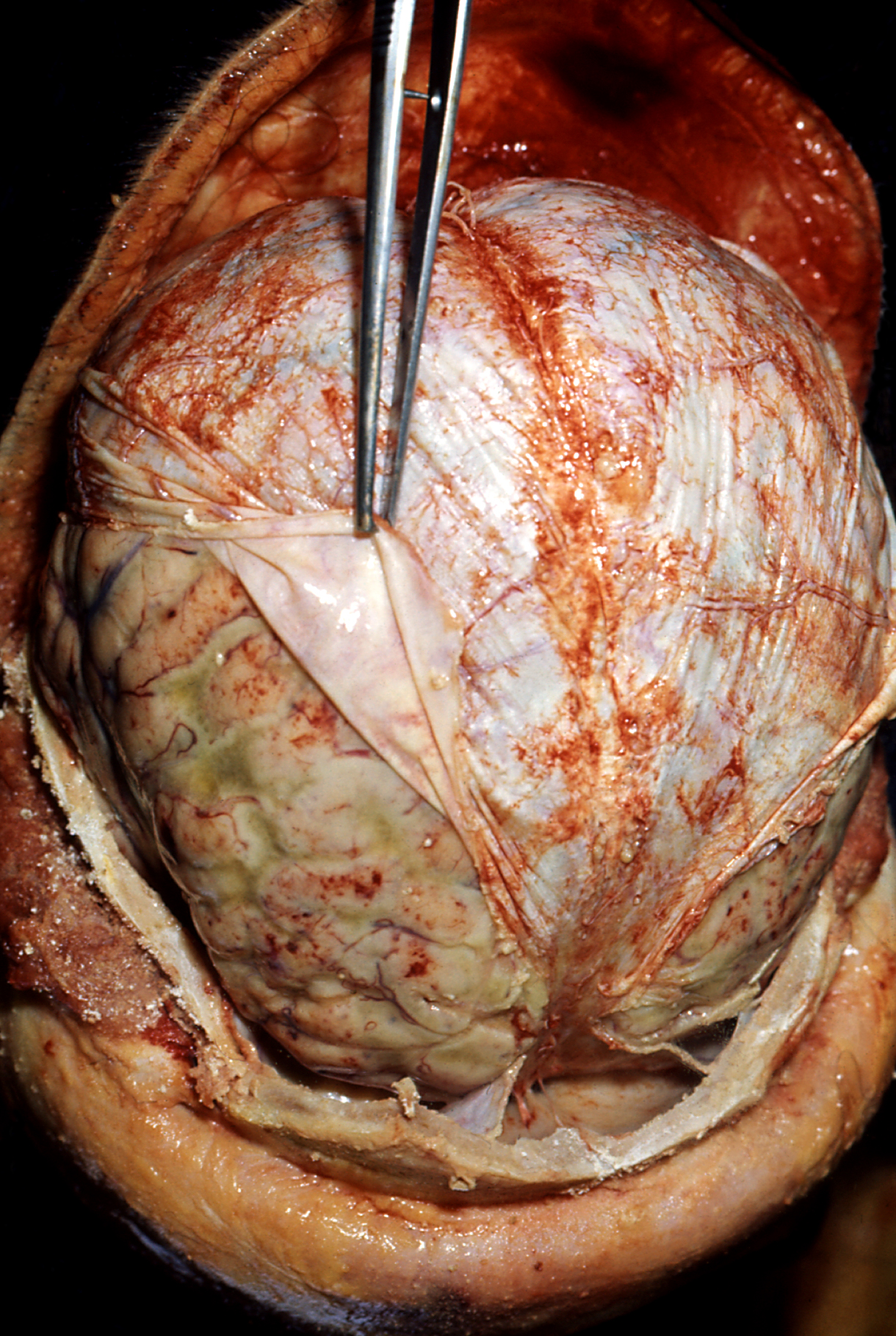
Uma autópsia do cérebro que demonstra sinais de meningite. A pinça (centro) está retraindo a dura-máter (branco). Embaixo da dura-máter estão as leptomeninges, que parecem edematosas e têm vários pequenos focos hemorrágicos.

A maioria dos médicos patologistas/legais, entretanto, prefere que os órgãos sejam removidos todos em um "bloco". Usando dissecção da fáscia, dissecção romba, usando os dedos ou mãos e tração, os órgãos são dissecados inteiros para posterior inspeção e amostragem. Durante as autópsias de bebês, esse método é usado quase o tempo todo. Os diversos órgãos são examinados, pesados e são coletadas amostras de tecido em forma de fatias. Mesmo os principais vasos sanguíneos são abertos e inspecionados nesta fase. Em seguida, os conteúdos do estômago e intestino são examinados e pesados. Isso pode ser útil para encontrar a causa e o momento da morte, devido à passagem natural do alimento pelo intestino durante a digestão. Quanto mais área vazia, mais tempo o falecido ficava sem comer antes de morrer.
O bloqueio corporal que antes era usado para elevar a cavidade torácica agora é usado para elevar a cabeça. Para examinar o cérebro, uma incisão é feita atrás de uma orelha, sobre o topo da cabeça, até um ponto atrás da outra orelha. Quando a autópsia é concluída, a incisão pode ser perfeitamente costurada e não é notada quando a cabeça está apoiada em um travesseiro em um funeral de caixão aberto. O couro cabeludo é afastado do crânio em duas abas, com a frontal passando sobre o rosto e a posterior sobre a nuca. O crânio é então cortado com uma serra circular de lâmina circular (ou semicircular) para criar uma "tampa" que pode ser puxada, expondo o cérebro. O cérebro é então observado in situ. Em seguida, a conexão do cérebro com os nervos cranianos e a medula espinhal é cortada e o cérebro é retirado do crânio para exames adicionais. Se o cérebro precisa ser preservado antes de ser inspecionado, ele é contido em um grande recipiente de formalina (solução a 15% de formaldeído gasoso em água tamponada) por pelo menos duas, mas de preferência quatro semanas. Isso não só preserva o cérebro, mas também o torna mais firme, permitindo um manuseio mais fácil sem corromper o tecido.

### Reconstituição do corpo
Um componente importante da autópsia é a reconstituição do corpo de forma que possa ser visto, se desejado, pelos parentes do falecido após o procedimento. Após o exame, o corpo apresenta uma cavidade torácica aberta e vazia com retalhos torácicos abertos em ambos os lados, o topo do crânio está ausente e os retalhos cranianos são puxados sobre o rosto e pescoço. É incomum examinar o rosto, braços, mãos ou pernas internamente.
No Reino Unido, de acordo com o Human Tissue Act 2004, todos os órgãos e tecidos devem ser devolvidos ao corpo, a menos que a família dê permissão para reter qualquer tecido para investigação posterior. Normalmente, a cavidade interna do corpo é forrada com algodão, lã ou material semelhante e os órgãos são colocados em um saco plástico para evitar vazamentos e são devolvidos à cavidade corporal. As abas torácicas são então fechadas e costuradas novamente e a calota craniana é costurada de volta no lugar. Em seguida, o corpo pode ser envolto em uma mortalha, e é comum que os parentes não consigam dizer que o procedimento foi realizado quando o corpo é visto em uma funerária após o embalsamamento.

## História

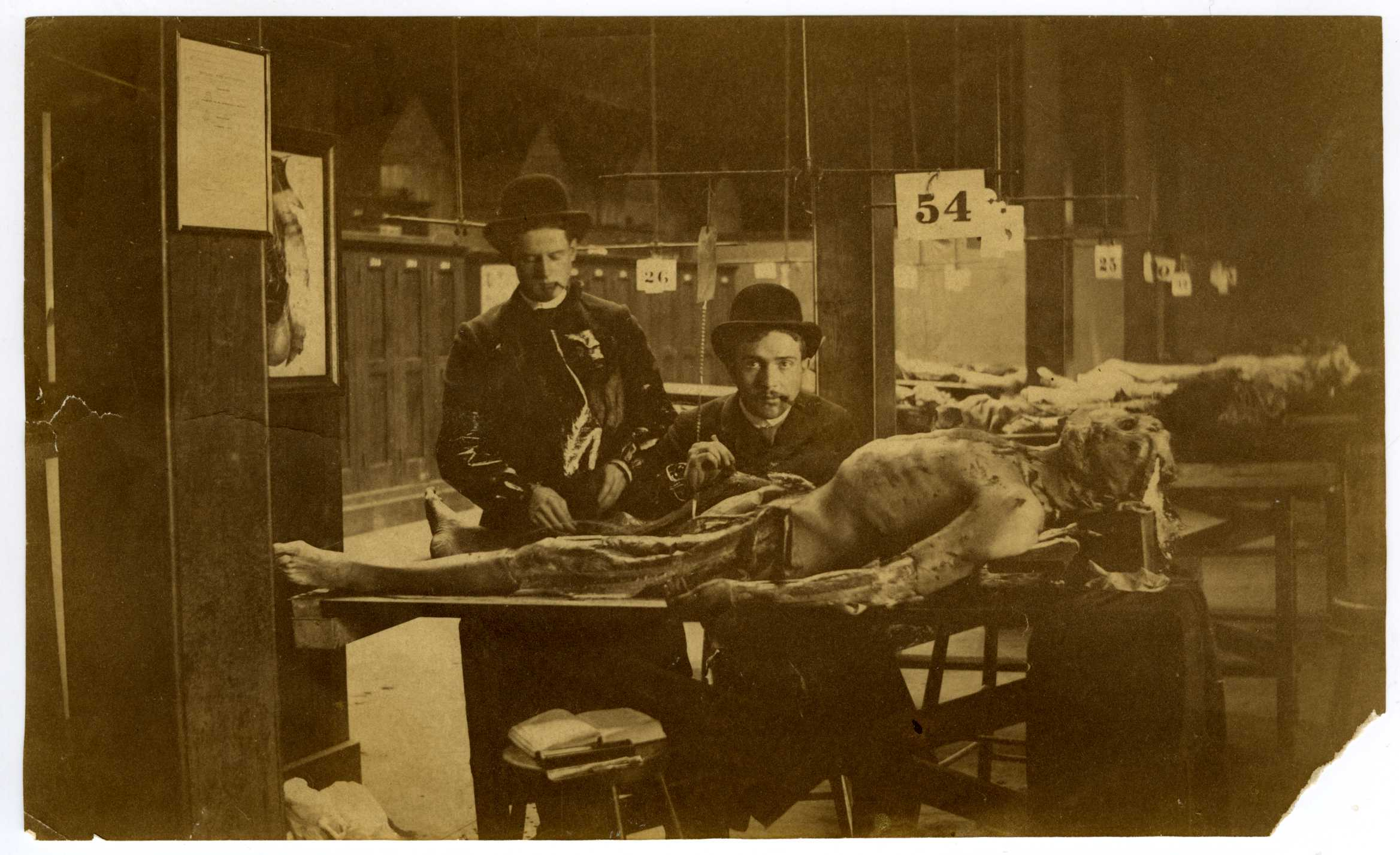
Dissecação no século XIX, EUA

Por volta de 3000 a.C., os antigos egípcios foram uma das primeiras civilizações a praticar a remoção e o exame dos órgãos internos dos humanos na prática religiosa da mumificação.
Autópsias que abriam o corpo para determinar a causa da morte foram atestadas pelo menos no início do terceiro milênio a.C., embora se opusessem em muitas sociedades antigas onde se acreditava que a desfiguração externa de pessoas mortas os impedia de entrar na vida após a morte (como aconteceu com os egípcios, que removiam os órgãos por meio de pequenas fendas no corpo). Autopsistas gregos notáveis foram Galeno, Erasístrato e Herófilo de Calcedônia, que viveu na Alexandria do século III a.C., mas em geral as autópsias eram raras na Grécia antiga. Em 44 a.C, Júlio César foi o assunto de uma autópsia oficial após seu assassinato por senadores rivais, o relatório do médico observando que o segundo ferimento de facada que César recebeu foi o fatal.Júlio César foi esfaqueado 23 vezes. Por volta de 150 a.C, a prática legal da Roma Antiga estabeleceu parâmetros claros para autópsias.

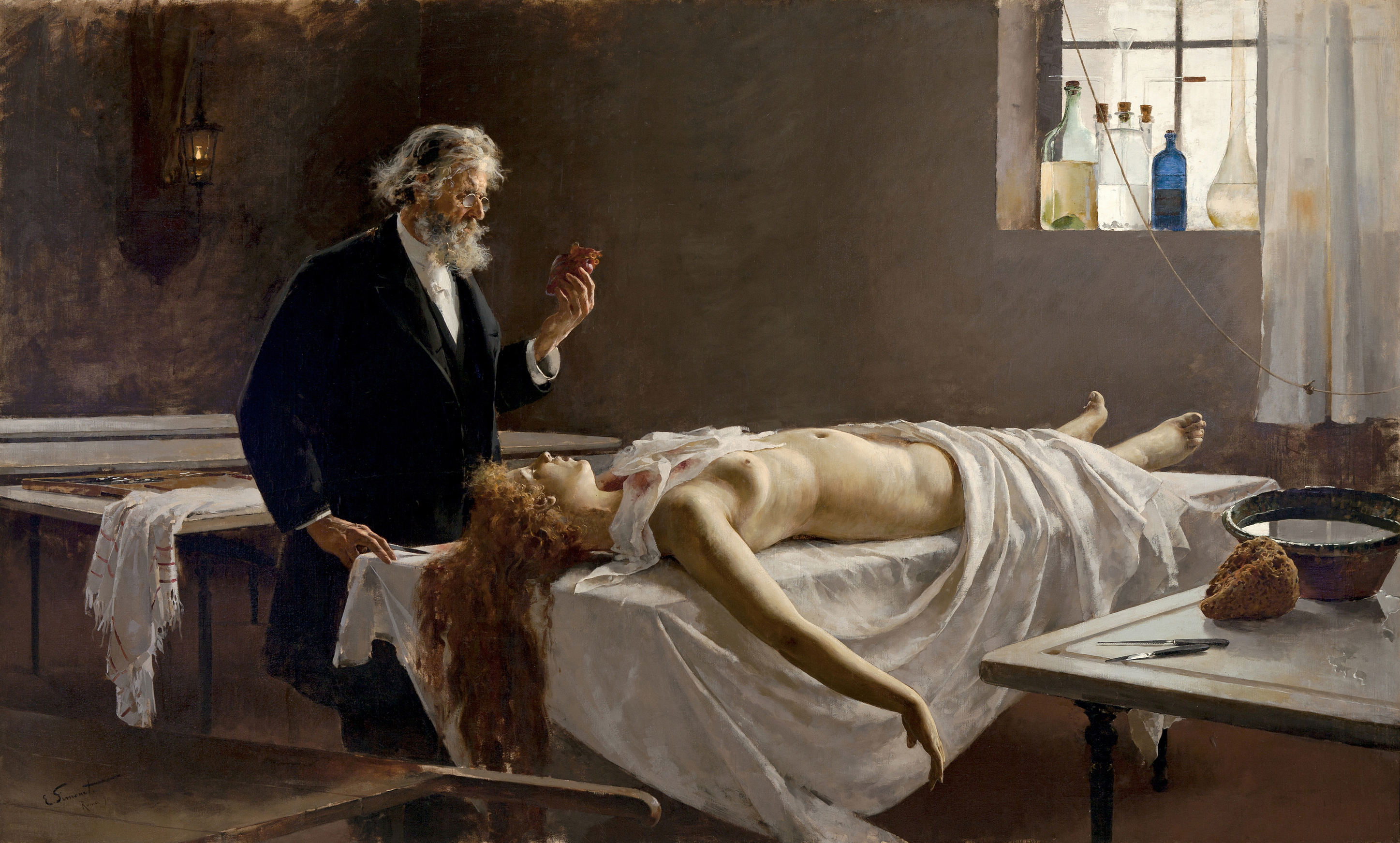
Autópsia (1890) de Enrique Simonet

A dissecação de restos mortais por razões médicas ou científicas continuou a ser praticada irregularmente depois dos romanos, por exemplo, pelos médicos árabes Avenzoar e Ibn al-Nafis. Na Europa, eles foram feitos com regularidade suficiente para se tornarem qualificados, já em 1200, e esforços bem-sucedidos para preservar o corpo, preenchendo as veias com cera e metais. Até ao século XX, pensava-se que o processo de autópsia moderno derivava dos anatomistas da Renascença. Giovanni Battista Morgagni (1682–1771), celebrado como o pai da patologia anatômica, escreveu o primeiro trabalho exaustivo sobre patologia, De Sedibus Et Causis Morborum Per Anatomen Indagatis (As sedes e as causas das doenças investigadas pela anatomia, 1761).
Em 1543, Andreas Vesalius conduziu uma dissecação pública do corpo de um ex-criminoso. Ele afirmou e articulou os ossos, esta se tornou a preparação anatômica mais antiga do mundo. Ele ainda está em exibição no museu anatômico da Universidade de Basel.
Autópsias não eram permitidas no Brasil nos seus primeiros séculos de colonização portuguesa. Contudo, em casos excepcionais, algumas foram feitas por imposição da justiça e com o devido consentimento do Santo Ofício. Nos territórios sob dominação holandesa e portanto livre do jugo do Tribunal da Inquisição, Willem Piso, no século XVII, realizou livremente as primeiras autópsias no Brasil.
Em meados de 1800, Carl von Rokitansky e colegas da Segunda Escola de Medicina de Viena começaram a realizar dissecações como meio de melhorar o diagnóstico dos pacientes na medicina.
O pesquisador médico do século XIX, Rudolf Virchow, em resposta à falta de padronização dos procedimentos de autópsia, estabeleceu e publicou protocolos específicos de autópsia (um desses protocolos ainda leva seu nome). Ele também desenvolveu o conceito de processos patológicos.
Durante a virada do século XX, a Scotland Yard criou o Office of the Forensic Pathologist, um examinador médico formado em medicina, encarregado de investigar a causa de todas as mortes não naturais, incluindo acidentes, homicídios, suicídios, entre outros.